# Маунтрейл
Окръг Маунтрейл (на английски: Mountrail County) е окръг в щата Северна Дакота, Съединени американски щати. Площта му е 5027 km², а населението - 10 265 души (2017). Административен център е град Стенли.